# 1964년 동계 올림픽 스키점프
1964년 동계 올림픽 스키점프 경기는 1964년 1월 31일부터 2월 9일까지 오스트리아 인스부르크에서 열렸다. 남자 개인 노멀힐이 이 대회에서 올림픽 종목으로 처음 채택되었다.

## 메달 집계
| 순위 | 국가           | 금메달 | 은메달 | 동메달 | 합계 |
| ---- | -------------- | ------ | ------ | ------ | ---- |
| 1    | 노르웨이 (NOR) | 1      | 1      | 2      | 4    |
| 2    | 핀란드 (FIN)   | 1      | 1      | 0      | 2    |
| 합계 | 합계           | 2      | 2      | 2      | 6    |